# András Édes
András Édes (* 17. November 1948 in Budapest) ist ein ungarischer Badmintonspieler. 

## Karriere
András Édes wurde 1969 erstmals ungarischer Meister, wobei er im Herrendoppel mit Péter Majerszky erfolgreich war. Weitere Titelgewinne folgten 1971 und 1972 im Mixed sowie 1972 auch im Doppel.

## Sportliche Erfolge
| Saison | Veranstaltung                 | Disziplin    | Platz | Name                          |
| ------ | ----------------------------- | ------------ | ----- | ----------------------------- |
| 1969   | Ungarn: Einzelmeisterschaften | Herrendoppel | 1     | András Édes / Péter Majerszky |
| 1971   | Ungarn: Einzelmeisterschaften | Mixed        | 1     | András Édes / Erzsébet Wolf   |
| 1972   | Ungarn: Einzelmeisterschaften | Mixed        | 1     | András Édes / Erzsébet Wolf   |
| 1972   | Ungarn: Einzelmeisterschaften | Herrendoppel | 1     | András Édes / József Papp     |

## Referenzen
- Ki kicsoda a magyar sportéletben? Band 1 (A–H). Szekszárd, Babits Kiadó, 1994. ISBN 963-7806-90-3

| Personendaten    | Personendaten                |
| ---------------- | ---------------------------- |
| NAME             | Édes, András                 |
| KURZBESCHREIBUNG | ungarischer Badmintonspieler |
| GEBURTSDATUM     | 17. November 1948            |
| GEBURTSORT       | Budapest                     |